# 케스티우스 갈루스
가이우스 케스티우스 갈루스 (Gaius Cestius Gallus, 67년 사망)는 로마 제국의 원로원 의원이자 원수정 시기 활동했던 장군이다. 그는 가이우스 카이키나 라르구스에 대한 서기 42년의 두 번째 눈디니움 보좌 집정관이었다. 갈루스는 서기 35년의 집정관 가이우스 케스티우스 갈루스의 아들이었다.

## 시리아 총독
갈루스는 63년 혹은 65년부터 시리아 속주의 레가투스였다. 제1차 유대-로마 전쟁이 발발하던 때에 질서를 회복하기 위해 66년 9월에 30,000명의 병력을 이끌고 유대로 진격했다. 안티오키아에서 모인, 갈루스의 병력은 풀미나타 제12군단과 시리아를 근거지로 하는 다른 세 개의 군단에서 온 파견부대들인 보조군 보병 6개 코호르스, 알라이 기병대로 구성됐다. 이 정규군 부대들은 아그리파 2세와 다른 종속국의 지배자들이 보낸 동맹군 14,000명의 지원을 받았다.

## 유대 반란
갈루스의 병력이 갈릴리와 유대 해안 지역을 점령하기 위한 분견대로 인해 줄어든 채로, 갈루스는 예루살렘을 점령하기 위해 내륙으로 향했다. 부대의 짐 행렬과 후방부대를 잃은 손실을 겪은 후에, 갈루스는 스코푸스산에 도착했고 도시 외각을 통과했으나, 성전산을 명백하게 점령할 수가 없었다. 9일 간의 공성전을 펼친 후, 갈루스는 해안가로 물러나기로 결정한다. 그의 결정은 기습 공격으로 공성 장비의 상실과 10월부터 비가 내리기 시작하여 보급선이 끊길 것을 우려한 걸을 근거로 한 것으로 보인다.
시몬 바르 기오라가 이끄는 예루살렘의 주전파는 로마군에 맞서 들고 일어났고, 베이트 호로을 통해서, 멀리는 안티파트리스까지 추적했다.
요세푸스는 초기엔 로마군의 사망자를 515명이라 했지만, 이어지는 후퇴 과정에서, 전사한 로마군의 수를 보병 5,300명, 기병 380명이라 했다. 이 사태는 네로 집권기 12년 말케스월에 로마군에게 일어났고, 로마와의 전쟁 시작을 나타낸다.

## 사망
시리아로 돌아온 지 얼마 안됐고, 67년 봄이 시작되기 전에, 갈루스는 사망했다. 티투스 플라비우스 요세푸스에 의하면, 갈루스는 거대한 규모였고 예상치 못한 로마군의 패배에 대한 수치심으로 삶의 의지가 꺾였다고 한다. 갈루스의 시리아 총독직은 리키니우스 무키아누스가 이어받았다. 네로 황제는 미래의 로마 황제인 베스파시아누스에게 유대 반란을 진압하기 위해 모인 로마군의 지휘권자로 임명했다.

## 같이 보기
- 케스티아 (씨족)